# Sigrid Holmquist
Sigrid Andrea Holmquist, född Holmqvist 21 februari 1899 i Borås, död 9 juli 1970 i Sydney Australien, var en svensk skådespelare.
Holmquist var aktiv under stumfilmens era. Hon debuterade 1920 i Rune Carlstens Robinson i skärgården och kom att medverka i ytterligare två svenska filmer innan hon gjorde karriär i Hollywood. I sina tidiga svenska filmer bar hon som förnamn ömsom Sie och Bie Holmquist. Hennes filmografi upptar 17 titlar mellan åren 1920 och 1926.

## Filmografi
- 1920 – Robinson i skärgården
- 1920 – Flickorna i Åre
- 1920 – Kärlek och björnjakt
- 1921 – Nödlögnen
- 1922 – The Prophet's Paradise
- 1922 – Återupprättad
- 1923 – Ljuset som försvann
- 1923 – Flickan som kom till Hollywood
- 1923 – Amatörtjuven
- 1924 – En synderska
- 1924 – Meddling Women
- 1924 – Youth for Sale
- 1924 – Two Shall Be Born
- 1925 – En nattlig Don Juan
- 1925 – Johnny Bråttom som upprorsmakare
- 1925 – School for Wives
- 1926 – The Men Women Love